# San Holo
San Holo, nom de scène de Sander van Dijck, né le 26 novembre 1990 à Zoetermeer, est un producteur de musique, compositeur et disc jockey néerlandais.
Il obtient une notoriété internationale pour son remix du titre The Next Episode de Dr. Dre, avec plus de 200 millions de vues sur YouTube. Il sort depuis ses titres sur de nombreux labels tels que Spinnin' Records, OWSLA, Barong Family et Monstercat. Il est également le fondateur du label bitbird, sur lequel il publie des titres tels que Light, Still Looking et Lines Of The Broken en collaboration avec le duo Droeloe.